# Astyanax depressirostris
Astyanax depressirostris är en fiskart som beskrevs av Miranda Ribeiro, 1908. Astyanax depressirostris ingår i släktet Astyanax och familjen Characidae. Inga underarter finns listade.